# Khadija Bukar Abba Ibrahim
Khadija Bukar Abba Ibrahim (sinh ngày 6 tháng 1 năm 1967) là tên của một chính trị gia người Nigeria. Bà thuộc đảng Tiến bộ (tiếng Anh: All Progressives Congress) và từng là thành viên của hạ viện đại diện cho khu vực Damatura/Gujba/Gulani/Tarmuw thuộc bang Yobe.
Năm 2016, bà được tống thống Nigeria Muhammadu Buhari bổ nhiệm làm bộ trưởng bộ ngoại giao. Ngoài ra, bà đã và đang ở trong hạ viện, bắt đầu từ năm 2007, rồi liện tục tái đắc cử ở năm 2011 và năm 2015 (Mỗi nhiệm kì kéo dài 4 năm).

## Lí lịch
Bố của bà là một doanh nhân và cũng là chính trị gia người Kanuri (tên của một dân tộc của châu Phi) tên là Waziri Ibrahim. Từ năm 1972 đến năm 1977, bà học tại trường Capital Kaduna ở bang Kudana.
Đến năm 1978, bà học trung học ở bang Lagos rồi vào trường Headington, Oxford. Năm 1983, bà hoàn thành việc học trung học.
Năm 1986, Khadija Bukar Abba Ibrahim tốt nghiệp cao đẳng quốc gia về kinh doanh và tài chính ở trường đại học Pardworth ở thành phố Reading, Anh.
Năm 1989, bà nhận bằng cử nhân về kinh doanh và xã hội học ở học viện Roehampton, nó là một chi nhánh của trường đại học Surrey.

## Sự nghiệp chính trị
Năm 2004, bà được bổ nhiệm làm ủy viên của ủy ban vận tải và năng lượng của bang Yobe. Trách nhiệm chính của chức vụ mà bà giữ là giám sát việc cung cấp năng lượng ở các vùng nông thôn và các tuyến đường giao thông của bang Yobe.
Năm 2006, bà được bổ nhiệm làm ủy viên của bộ di dân, của bang Yobe.
Năm 2016, bà được tống thống Nigeria Muhammadu Buhari bổ nhiệm làm bộ trưởng bộ ngoại giao.
Bà nhận được nhiều giải thưởng, như giải Phụ nữ ngày nay vào năm 2002, giải Lãnh đạo xuất sắc vào năm 2016,....